# Не спите больше
«Не спите больше» (англ. Sleep No More) — девятая серия девятого сезона британского научно-фантастического телесериала «Доктор Кто». Премьера серии состоялась 14 ноября 2015 года на канале BBC One.
Эпизод снят в формате найденная плёнка и представляет собой запись космической спасательной миссии.

## Синопсис
Ход событий этой леденящей кровь истории был восстановлен по видеоматериалам, найденным в обломках космической станции Леверье.

## Съёмки
Серия вошла в седьмой съёмочный блок. Съёмки проходили в июле-августе 2015 года.
Впервые в истории сериала в эпизоде отсутствует вступительная заставка. Вместо этого показан специально придуманный логотип.